# Onthophagus waterloti
Onthophagus waterloti là một loài bọ cánh cứng trong họ Bọ hung (Scarabaeidae).